# Асіївка
Асі́ївка — село в Україні, у Балаклійському районі Харківської області. Населення становить 770 осіб. До 2020 орган місцевого самоврядування — Асіївська сільська рада.

## Географія
Територією села Асіївка протікає річка Вікнинна, яка впадає в річку Чепіль. Поруч із селом проходить автомобільна дорога Т 2110.

## Історія
Засноване в 1731—1733 рр. як поселення будівельників Української лінії.
За даними на 1864 рік у казеній слободі Шебелинської волості Зміївського повіту мешкало 1045 осіб (499 чоловічої статі та 546 — жіночої), налічувалось 148 дворових господарств, існувала православна церква.
1888 р. поблизу слободи Асіївки було засновано нижчу сільськогосподарську школу 2-го розряду. Для цієї мети в безоплатне користування було відведено ділянку казенної землі розміром 317 десятин, 720 квадратних сажнів. Через брак фінансових коштів школа була закрита 1915 року.
Станом на 1914 рік кількість мешканців зросла до 1 750 осіб.
Під час організованого радянською владою Голодомору 1932—1933 років померло щонайменше 417 жителів села.
Станом на 1966 рік в селі налічувалось 767 мешканців. В селі діяв колгосп ім. Фрунзе (3315 га землі, виробничий напрям господарства — м’ясо-молочне тваринництво).
12 червня 2020 року, відповідно до Розпорядження Кабінету Міністрів України  № 725-р «Про визначення адміністративних центрів та затвердження територій територіальних громад Харківської області», увійшло до складу Балаклійської міської територіальної громади.
19 липня 2020 року, в результаті адміністративно-територіальної реформи та ліквідації Балаклійського району, село увійшло до складу новоутвореного Ізюмського району.
Під час російського вторгнення в Україну село перебувало під контролем ЗСУ та знаходилось в безпосередній близькості від лінії фронту з початку березня до початку вересня 2022 р. Влітку 2022 року Асіївка зазнала неодноразових обстрілів з боку російських окупантів.

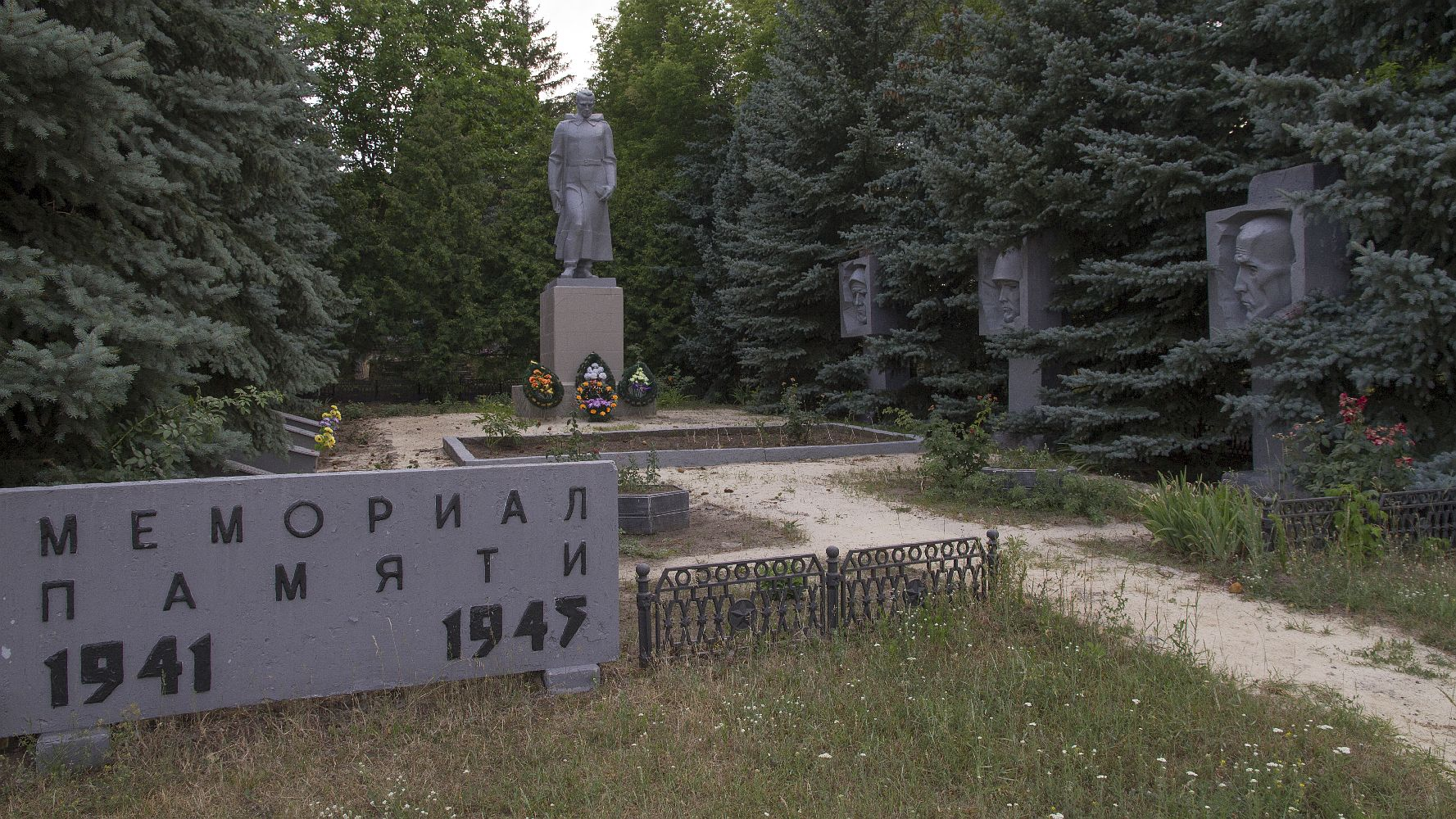
Меморіал у Асіївці
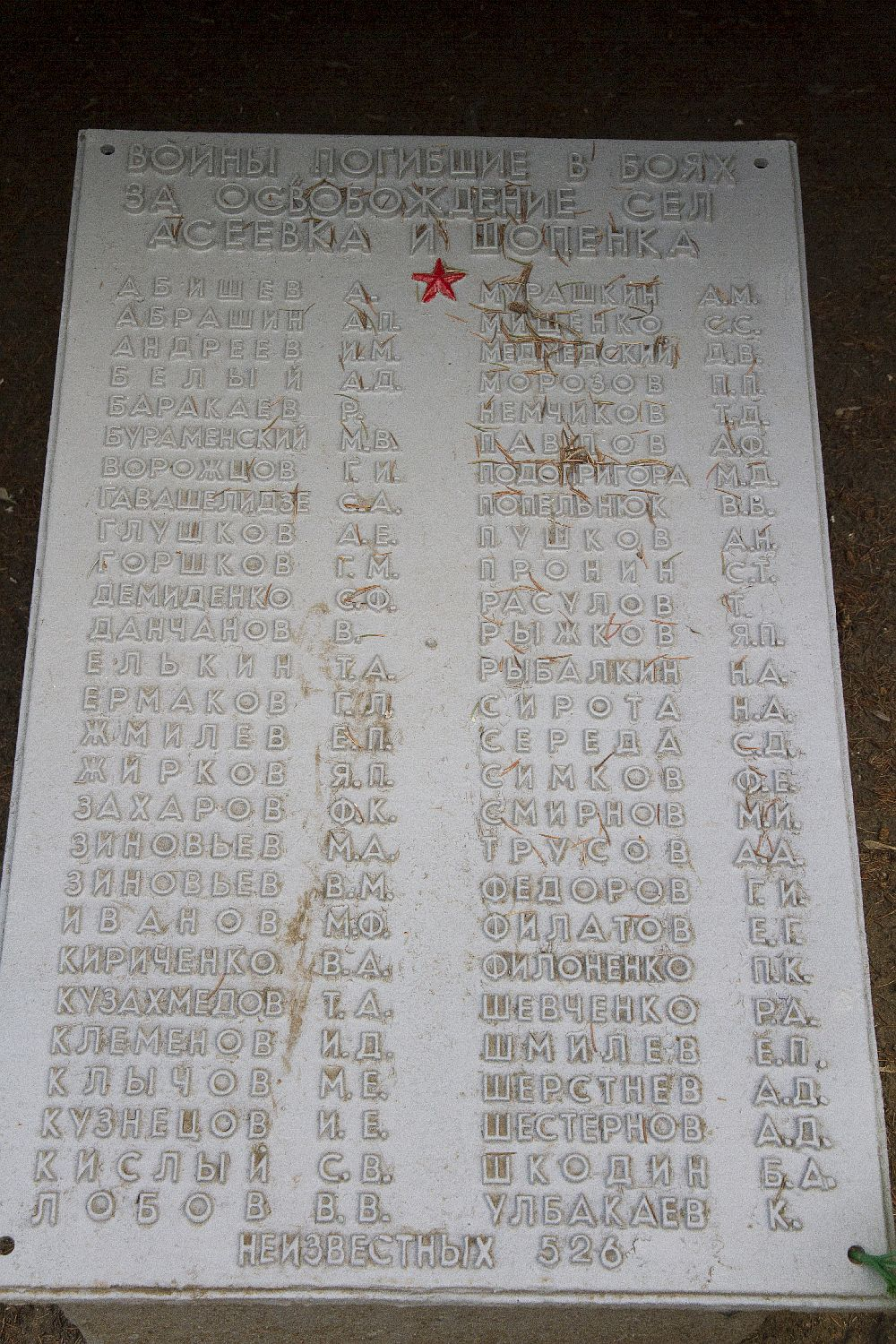
У братській могилі поховано 554 воїнів

## Економіка
- «Асіївська», сільськогосподарське ТОВ.
- «Маркас», ПП.

## Об'єкти соціальної сфери
- Асіївська гімназія. Загальноосвітню школу с. Асіївка засновано 1962 року. З серпня 2019 року Асіївську ЗОШ І-ІІІ ступенів перейменовано в Комунальний заклад "Асіївська гімназія Балаклійської районної ради Харківської області". З серпня 2021 року заклад став Асіївською гімназією Балаклійської міської ради Харківської області.
- Будинок культури.

## Відомі люди
- Бринцев Василь Дмитрович — заступник Голови Конституційного Суду України (2007—2010), народився 1951 року в селі Асіївка.